# Kehl
Kehl – miasto w Niemczech, w kraju związkowym Badenia-Wirtembergia, w rejencji Fryburg, w regionie Südlicher Oberrhein, w powiecie Ortenau. Leży pomiędzy Kinzig a Renem, na przeciwległym brzegu do francuskiego Strasburga, ok. 15 km na północny zachód od Offenburga.
W mieście znajduje się stacja kolejowa Kehl.
Miasto stanowiło przez długi czas przedmoście Strasburga. W obliczu nadciągających wojsk alianckich, w 1944 ewakuowano całą ludność Kehl. Francuzi planowali administracyjnie podporządkowanie miasta Francji. Umowa waszyngtońska z 1949 potwierdziła przynależność miasta do Niemiec, co umożliwiło relokację mieszkańców.
W 2017 została przywrócona komunikacja tramwajowa między Kehlem i Strasburgiem, poprzez most na Renie, wykorzystująca system tramwajowy w Strasburgu.